# Ковингтон (Виргиния)
Ковингтон (англ. Covington) — независимый город (то есть не входящий в состав какого-либо округа) в штате Виргиния (США); место пребывания властей округа Аллегейни. Город назван в честь бригадного генерала Леонарда Ковингтона, героя англо-американской войны 1812—1814 годов.

## История
Поселенцы начали селиться в этих местах с середины XVIII века. Границы в то время не были точно определены на местности, и на эти места претендовали несколько соседних округов.
Населённый пункт с названием «Ковингтон» был основан в 1818 году. В то время было ясно, что необходимо создание отдельного округа (для регистрации сделок приходилось два дня ехать на лошади в Финкастл), и 5 января 1822 года был создан округ Аллегейни.
Ковингтон был сельскохозяйственным городком и рос медленно: в 1855 году здесь было всего 43 дома на двух улицах. Бурное развитие началось в 1890-х годах, когда здесь был построен первый сталелитейный завод. Население города выросло с 704 человек в 1890 году до 2950 человек в начале XX века. В 1900 году здесь начала действовать табачная корпорация «Westvaco», ставшая в итоге крупнейшим работодателем в регионе.
С 1902 года Ковингтон стал местом пребывания властей округа Аллегейни. В 1952 году Ковингтон получил статус «city».

## География
Город полностью находится внутри границ округа Аллегейни.